# Желько Петрович
Желько Петрович (серб. Željko Petrović / Жељко Петровић; нар. 13 листопада 1965, Никшич) — югославський та чорногорський футболіст, що грав на позиції захисника. По завершенні ігрової кар'єри — футбольний тренер. Наразі очолює тренерський штаб команди «Аль-Кадісія».

## Клубна кар'єра
У дорослому футболі дебютував 1986 року виступами за «Будучност» з Титограда, в якій провів чотири сезони, взявши участь у 76 матчах чемпіонату.
У сезоні 1990/91 був основним захисником «Динамо» (Загреб), після чого перейшов у іспанську «Севілью», проте закріпитися в команді не зумів і незабаром покинув клуб, виступаючи в подальшому за нідерландські клуби «Ден Босх» та «Валвейк».
Своєю грою за останню команду привернув увагу представників тренерського штабу клубу ПСВ, до складу якого приєднався 1996 року. У свій перший сезон в Ейндговені Петрович був основним гравцем, забивши в чемпіонаті 5 м'ячів у 25 матчах і допоміг команді стати чемпіоном Нідерландів. Але в другому сезоні в клубі він вступив у конфлікт з капітаном команди Артуром Нюманом, в результаті чого рідко з'являвся на полі, провівши 10 матчів.
У 1997 році він переїхав до Японії, де виступав за місцевий клуб «Урава Ред Даймондс».
2000 року повернувся до клубу «Валвейк», за який відіграв ще чотири сезони. Більшість часу, проведеного у складі «Валвейка», був основним гравцем захисту команди. Завершив професійну кар'єру футболіста виступами за команду «Валвейк» у 2004 році.

## Виступи за збірну
12 вересня 1990 року дебютував в офіційних матчах у складі національної збірної СФР Югославії у матчі проти збірної Північної Ірландії, який його команда виграла з рахунком 2:0. Наступного року зіграв свій другий і останній матч за збірну СФРЮ.
З 1997 року став залучатись до матчів збірної СР Югославії і наступного року у її складі збірної став учасником чемпіонату світу 1998 року у Франції. На турнірі Желько зіграв у всіх трьох матчах групового етапу — з Іраном (1:0), Німеччиною (2:2), і США (1:0), а також в 1/8 фіналу проти збірної Нідерландів (1:2). Цей матч став останнім для Петровича в складі національної збірної.
Всього протягом кар'єри у національній команді провів у формі головної команди країни 18 матчів.

## Кар'єра тренера
Розпочав тренерську кар'єру відразу по завершенні кар'єри гравця, ставши асистентом Руда Гулліта в «Феєнорді», де пропрацював у сезоні 2004/05.
21 серпня 2006 року очолив тренерський штаб португальської «Боавішти». У своєму першому матчі під керівництвом Петровича «Боавішта» обіграла з рахунком 3-0 лісабонську «Бенфіку». Тим не менш, він пішов у відставку в жовтні 2006 року після того, як провів лише півтора місяця в клубі.
У сезоні 2007/08 Петрович був головним тренером нідерландського «Валвейка», завдяки йому клуб зайняв друге місце в голландському 2-му дивізіоні, однак йому не вдалося пробитися з командою у вищий ешелон національної першості.
У сезоні 2008/09 працював помічником Мартіна Йола в німецькому «Гамбурзі».
28 липня 2010 року Петрович був призначений помічником головного тренера Аврама Гранта у «Вест Гем Юнайтед». Проте вже 23 листопада 2010 року «молотобійці» звільнили Петровича через менш ніж чотири місяці роботи. Після його від'їзду він зробив гострі коментарі про рівень Прем'єр-ліги.
7 грудня 2010 року Петрович був призначений головним тренером японського клубу «Урава Ред Даймондс», що виступає у Джей-лізі. Тим не менш, «червоні» потрапили в зону вильоту в результаті серії поганих результатів у сезоні, внаслідок цього 20 жовтня 2011 року Петрович за п'ять турів до кінця сезону був звільнений з поста головного тренера. 
В лютому 2012 року Желько став помічником Гуса Гіддінка в російському «Анжі». 19 жовтня 2012 року стало відомо, що головний тренер махачкалінців через хворобу  не полетів на матч проти «Спартака» і керував командою Петрович, здобувши перемогу з рахунком 2:1. Влітку 2013 року разом з головним тренером покинув російський клуб.
У грудні 2013 року в ролі головного тренера був покликаний рятувати від вильоту столичний катарський клуб «Аль-Шааб». Однак у підсумку зберегти місце в елітному арабському дивізіоні «Аль-Шаабу» не вдалося. У 26 матчах команда здобула лише 3 перемоги, 4 рази зіграла внічию і зазнала 19 поразок. З різницею м'ячів 28-61 і з 13 очками «Аль-Шааб» зайняв останнє місце з 14 команд.
З літа 2014 року працював асистентом Діка Адвоката спочатку у збірній Сербії, а потім в англійському «Сандерленді». 4 жовтня 2015 року Желько покинув клуб після звільнення головного тренера. 
Влітку 2016 року був призначений головним тренером нідерландської команди «АДО Ден Гаг».

## Статистика

### Клубна
| Чемпіонат  | Чемпіонат              | Чемпіонат         | Ліга | Ліга                            | Кубок             | Кубок             | Кубок ліги            | Кубок ліги            | Всього | Всього |
| Сезон      | Клуб                   | Ліга              | Ігри | Голи                            | Ігри              | Голи              | Ігри                  | Голи                  | Ігри   | Голи   |
| Югославія  | Югославія              | Югославія         | Ліга | Ліга                            | Кубок Югославії   | Кубок Югославії   | Кубок Ліги            | Кубок Ліги            | Всього | Всього |
| ---------- | ---------------------- | ----------------- | ---- | ------------------------------- | ----------------- | ----------------- | --------------------- | --------------------- | ------ | ------ |
| 1987/88    | «Будучност» (Титоград) | Перша ліга        | 17   | 0                               |                   |                   |                       |                       | 17     | 0      |
| 1987/88    | «Будучност» (Титоград) | Перша ліга        | 18   | 3                               |                   |                   |                       |                       | 18     | 3      |
| 1988/89    | «Будучност» (Титоград) | Перша ліга        | 21   | 3                               |                   |                   |                       |                       | 21     | 3      |
| 1989/90    | «Будучност» (Титоград) | Перша ліга        | 20   | 1                               |                   |                   |                       |                       | 20     | 1      |
| 1990/91    | «Динамо» (Загреб)      | Перша ліга        | 32   | 2                               |                   |                   |                       |                       | 32     | 2      |
| Іспанія    | Іспанія                | Іспанія           | Ліга | Ліга                            | Кубок Іспанії     | Кубок Іспанії     | Кубок іспанської ліги | Кубок іспанської ліги | Всього | Всього |
| 1991/92    | «Севілья»              | Ла Ліга           | 11   | 1                               |                   |                   |                       |                       | 11     | 1      |
| Нідерланди | Нідерланди             | Нідерланди        | Ліга | Ліга                            | Кубок Нідерландів | Кубок Нідерландів | Кубок Ліги            | Кубок Ліги            | Всього | Всього |
| 1992/93    | «Ден Босх»             | Ередивізі         | 13   | 1                               |                   |                   |                       |                       | 13     | 1      |
| 1993/94    | «Ден Босх»             | Еерстедивізі (ІІ) | 27   | 6                               |                   |                   |                       |                       | 27     | 6      |
| 1994/95    | «Валвейк»              | Ередивізі         | 30   | 4                               |                   |                   |                       |                       | 30     | 4      |
| 1995/96    | «Валвейк»              | Ередивізі         | 30   | 9                               |                   |                   |                       |                       | 30     | 9      |
| 1996/97    | ПСВ                    | Ередивізі         | 25   | 5                               |                   |                   |                       |                       | 25     | 5      |
| 1997/98    | ПСВ                    | Ередивізі         | 10   | 1                               |                   |                   |                       |                       | 10     | 1      |
| Японія     | Японія                 | Японія            | Ліга | Ліга                            | Кубок Імператора  | Кубок Імператора  | Кубок Джей-ліги       | Кубок Джей-ліги       | Всього | Всього |
| 1997       | «Урава Ред Даймондс»   | Джей-ліга         | 0    | 0                               | 2                 | 1                 | 0                     | 0                     | 2      | 1      |
| 1998       | «Урава Ред Даймондс»   | Джей-ліга         | 27   | 2                               | 3                 | 0                 | 0                     | 0                     | 30     | 2      |
| 1999       | «Урава Ред Даймондс»   | Джей-ліга         | 19   | 1                               | 0                 | 0                 | 4                     | 0                     | 23     | 1      |
| 2000       | «Урава Ред Даймондс»   | Джей-ліга 2 (ІІ)  | 16   | 0                               | 0                 | 0                 | 0                     | 0                     | 16     | 0      |
| Нідерланди | Нідерланди             | Нідерланди        | Ліга | Ліга                            | Кубок Нідерландів | Кубок Нідерландів | Кубок Ліги            | Кубок Ліги            | Всього | Всього |
| 2000/01    | «Валвейк»              | Ередивізі         | 21   | 2                               |                   |                   |                       |                       | 21     | 2      |
| 2001/02    | «Валвейк»              | Ередивізі         | 23   | 0                               |                   |                   |                       |                       | 23     | 0      |
| 2002/03    | «Валвейк»              | Ередивізі         | 22   | 1                               |                   |                   |                       |                       | 22     | 1      |
| 2003/04    | «Валвейк»              | Ередивізі         | 31   | 2                               |                   |                   |                       |                       | 31     | 2      |
| Країна     | Югославія              | Югославія         | 108  | 9\|\|\|\|\|\|\|\|\|\|108\|\|9   |                   |                   |                       |                       |        |        |
| Країна     | Іспанія                | Іспанія           | 11   | 1\|\|\|\|\|\|\|\|\|\|11\|\|1    |                   |                   |                       |                       |        |        |
| Країна     | Нідерланди             | Нідерланди        | 232  | 31\|\|\|\|\|\|\|\|\|\|232\|\|31 |                   |                   |                       |                       |        |        |
| Країна     | Японія                 | Японія            | 62   | 3                               | 5                 | 1                 | 4                     | 0                     | 71     | 4      |
| Всього     | Всього                 | Всього            | 413  | 44                              | 5                 | 1                 | 4                     | 0                     | 422    | 45     |

### Збірна
| Збірна Югославії | Збірна Югославії | Збірна Югославії |
| Роки             | Ігри             | Голи             |
| ---------------- | ---------------- | ---------------- |
| 1990             | 1                | 0                |
| 1991             | 1                | 0                |
| Всього           | 2                | 0                |

| Збірна Сербії і Чорногорії | Збірна Сербії і Чорногорії | Збірна Сербії і Чорногорії |
| Роки                       | Ігри                       | Голи                       |
| -------------------------- | -------------------------- | -------------------------- |
| 1997                       | 8                          | 0                          |
| 1998                       | 8                          | 0                          |
| Всього                     | 16                         | 0                          |

## Досягнення
- Володар Суперкубка Нідерландів: 1996, 1997
- Чемпіон Нідерландів: 1997